# Fère-en-Tardenois
Fère-en-Tardenois település Franciaországban, Aisne megyében. Lakosainak száma 2881 fő (2022. január 1.). Fère-en-Tardenois Beuvardes, Le Charmel, Fresnes-en-Tardenois, Loupeigne, Mareuil-en-Dôle, Saponay, Seringes-et-Nesles, Villeneuve-sur-Fère és Villers-sur-Fère községekkel határos.

## Népesség
A település népességének változása:
| Lakosok száma | 2730 | 3246 | 3168 | 3313 | 3183 | 3143 | 3053 | 3001 | 2970 | 2881 |
|               | 1968 | 1982 | 1990 | 2006 | 2013 | 2015 | 2017 | 2019 | 2020 | 2022 |